# 瓦勒德干邑
瓦勒德干邑（法語：Val-de-Cognac，發音：[val də kɔɲak]；或称瓦勒德科尼亚克）是法国夏朗德省的一个市镇，属于干邑区。该市镇于2024年1月1日由原市镇谢尔沃-里什蒙和圣叙尔皮斯德干邑合并而成，行政中心位于谢尔沃-里什蒙。

## 地名
“瓦勒德干邑”（Val-de-Cognac）一名在法语中意为“干邑之谷”。

## 地理
瓦勒德干邑（45°44'36"N, 0°21'11"W）面积61.76 平方千米，位于法国新阿基坦大区夏朗德省，该省份为法国西部内陆省份，北起德塞夫勒省和维埃纳省，东临上维埃纳省，东南至多尔多涅省，南至多爾多涅省，西接滨海夏朗德省。
与瓦勒德干邑接壤的市镇（或旧市镇、城区）包括：勒瑟尔、梅纳克、蒙斯、布雷维尔、圣塞韦尔、雷帕尔萨克、内尔西亚克、布捷-圣特罗让、科尼亚克、雅夫勒扎克、卢扎克-圣安德烈、谢拉克、圣塞赛尔、圣布里德布瓦、比里、米格龙。
瓦勒德干邑的时区为UTC+01:00、UTC+02:00（夏令时）。

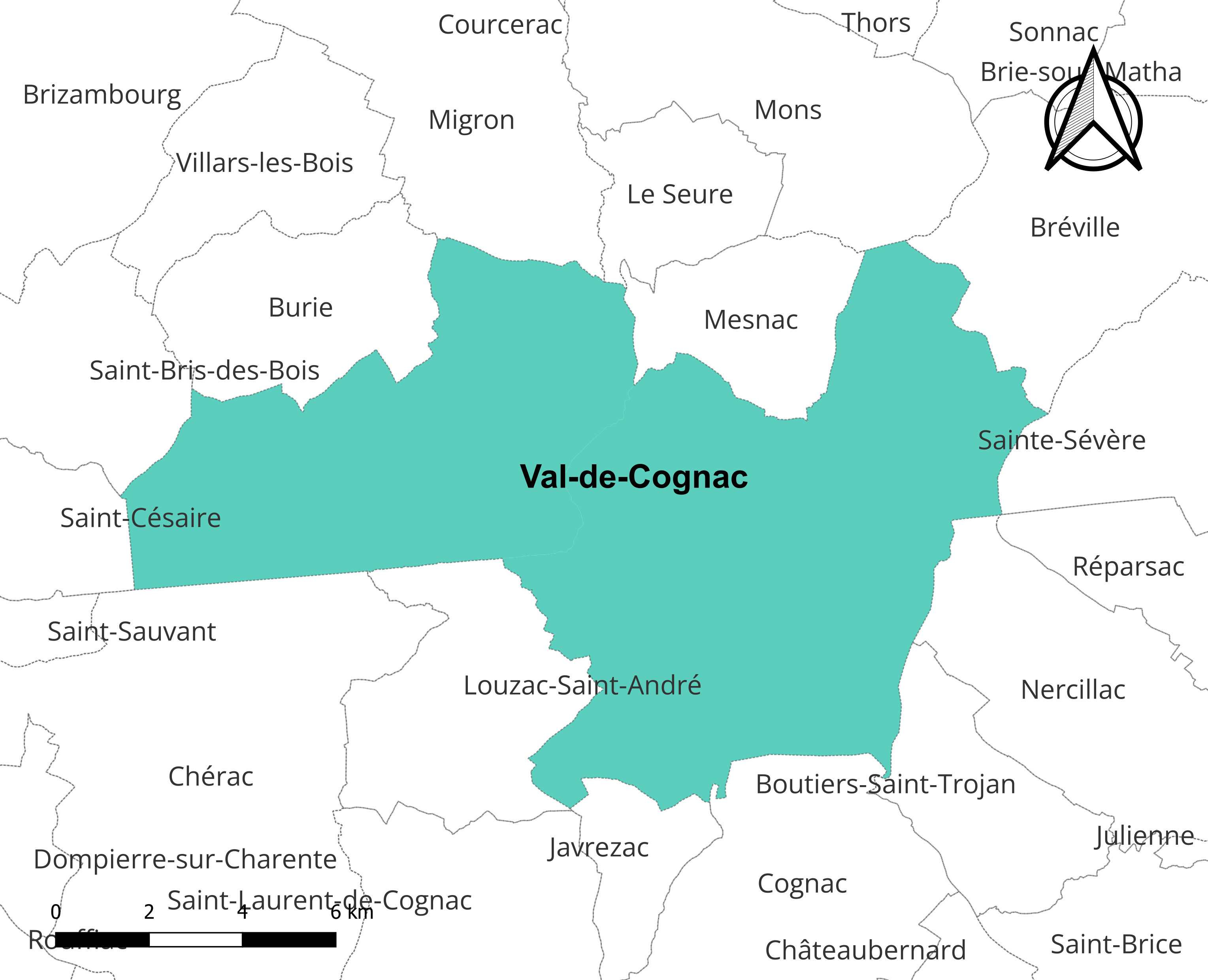
瓦勒德干邑的定位图

## 行政
瓦勒德干邑的邮政编码为16370，INSEE市镇编码为16097。

## 政治
瓦勒德干邑所属的省级选区为干邑第一县。

## 人口
瓦勒德干邑于2022年1月1日时的人口数量为3455人。